# Керуан, Джек
Джо́н Ге́нри Ке́руан (англ. John Henry Kirwan; 9 февраля 1878, Данлавин, Уиклоу, Ирландия — 9 января 1959, Лондон, Англия), более известный как Джек Керуан — ирландский футболист и футбольный тренер.

## Биография
Джон Генри Керуан родился 9 февраля 1878 года в деревне Данлэвин графства Уиклоу, расположенного примерно в сорока восьми километрах к юго-западу от столицы Ирландии Дублина. Свою спортивную карьеру Джон начинал в гэльском футболе, считавшемся национальным видом спорта в Ирландии. Джон выступал за команду Дублина и в 1894 году с ней выиграл Всеирландский чемпионат.
В 1898 году Джон поменял свой вид спорта, окончательно занявшись обычным футболом. Первой командой Керуана стал небольшой английский клуб «Киркдейл», но затем Джон перешёл в клуб «Саутпорт Централ», выступавший в Ланкаширской лиге. В июле 1898 года Керуан был замечен скаутами клубов «Эвертона» и «Блэкберн Роверс», но Джон предпочел перейти в ливерпульский «Эвертон». Дебютировал Джон в чемпионате за команду в сентябре 1898 году против команды «Престон Норт Энд». В первом сезоне молодой 20-летний полузащитник сыграл за «Эвертон» в чемпионате 25 матчей и забил 5 мячей, а в кубке Англии два матча. Проведя всего один сезон в «Эвертоне», Джон в 1899 году перебрался в лондонский «Тоттенхэм Хотспур», чьим тренером в том году стал бывший игрок «Эвертона» и «Тоттенхэма» Джон Кэмерон. В составе лондонского клуба Керуан провёл шесть великолепных сезонов.
В сентябре 1910 года Джон переехал в Нидерланды, где стал первым в истории официальным тренером амстердамского «Аякса». В первом сезоне под руководством Керуана команда добилась серьёзного результата. «Аяксу» удалось пробиться в первый футбольный класс Нидерландов. Но за пять лет Джон так и не добился больших успехов с клубом и после начала Первой мировой войны вернулся обратно в Лондон. Позднее Джек работал в дублинском «Богемиансе», а также в течение одного сезон руководил итальянским «Ливорно».

## Достижения

### В качестве игрока
«Тоттенхэм Хотспур»
- Обладатель Кубка Англии: 1901
- Чемпион Южной Футбольной лиги: 1899/00
- Чемпион Западной Футбольной лиги: 1903/04
- Обладатель Кубка Шерифа Лондона: 1902
- Итого: 4 трофея

«Челси»
- Вице-чемпион Второго дивизиона: 1906/07

Сборная Ирландии
- Чемпион Домашнего чемпионата Великобритании: 1903
- Итого: 1 трофей

### В качестве тренера
«Аякс»
- Чемпион Второго класса Нидерландов: 1910/11
- Итого: 1 трофей